# Otocinclus mimulus
Otocinclus mimulus är en fiskart som beskrevs av de svenska iktyologerrna Thomas Axenrot och Sven O. Kullander 2003. Arten ingår i släktet Otocinclus och familjen harneskmalar (Loricariidae). Inga underarter finns listade i Catalogue of Life.